# Bengt Bengtsson (1826–1899)
Bengt Bengtsson (i riksdagen kallad Bengtsson i Gunneby), född 2 juli 1826 i Dalby socken, Värmlands län, död 17 augusti 1899 i Dalby församling, var en svensk hemmansägare och riksdagsman.
Bengtsson var hemmansägare i Gunneby i Dalby församling. Han var nämndeman, fjärdingsman och ordförande i Värmlands läns brandstodskommitté. Som politiker var kommunalordförande och landstingsman samt i riksdagen ledamot av andra kammaren 1870–1872 och 1882–1883, invald i Älvdals och Nyeds domsagas valkrets. I riksdagen var han ledamot i tillfälligt utskott 1871 och statsrevisorssuppleant 1883.